# Packmittel

Kennzeichnung von Primärpackmitteln für Lebensmittel.

Als Packmittel werden Erzeugnisse bezeichnet, die zur Verpackung von Produkten verwendet werden. Im Alltag geläufige Beispiele für Packmittel sind Tüte, Sack, Schachteln, Kartonage, Tray, Flasche, Glas, Deckel, Kronkorken, Polystyrol, Papier und Folien.
Die maßgebliche Norm, die DIN 55405, entwickelt folgende Systematik für die Definition von Packmitteln:
- Behälter (Aerosolbehälter, für explosive Stoffe)
- Behälterglas
- Behältnis
- Fasergussverpackung
- flexibles Packmittel
- formstabiles Packmittel
- Gaspatrone
- Gefäße (Druckgefäße; Gefäß, klein, mit Gas (Gaspatrone))
- Großglasbehältnis
- Großpackmittel (Intermediate Bulk Container; IBC) mit folgenden Untergruppen:

1. Flexible Intermediate Bulk Container; FIBC
2. Großpackmittel aus Holz
3. Großpackmittel aus Pappe
4. Kombinations-IBC
5. metallenes Großpackmittel
6. starrer Kunststoff-IBC

- Großverpackung
- halbstarres Packmittel
- Innengefäß
- Kartonagen (Fein-, Fest-, Klarsichtkartonage)
- Leichtbehältnis (aus Aluminium, aus Glas)
- Maßbehältnis
- Medizinglas
- nestbares Packmittel
- Packmittelzuschnitt
- Palette
- Schaumstoffverpackung
- starres Packmittel
- überzogene Kartonage
- volumenstabiles Packmittel

Auf die Herstellung von Packmitteln ist der Verpackungsmittelhersteller spezialisiert. Kunden, die ihre Produkte verpacken, also in einen lager-, lade-, transport- oder verkaufsfähigen Zustand bringen wollen, bestimmte Qualitätsanforderungen an die Packmittel. Sie unterliegen daher häufig einer speziellen Wareneingangskontrolle, die auch Packmittelprüfung genannt wird.
An Packmittel, die in direktem Kontakt mit Lebensmitteln, Arzneistoffen oder Arzneimitteln kommen, werden besondere Qualitätsanforderungen gestellt. So ist eine besondere Kennzeichnung von Primärpackmitteln für die Lebensmittelindustrie üblich, um auf dem Transportweg zwischen dem Packmittelhersteller und dem Lebensmittelbetrieb jegliche Beeinträchtigung zu vermeiden. Spezielle Anforderungen gelten auch für die Verpackungen von Gefahrgut.
Packmittel können auch als Förderhilfsmittel (z. B. Paletten, Behälter, Tablare), Transporthilfsmittel (z. B. Transportpaletten, Container, IBCs), Ladehilfsmittel (z. B. Paletten, Gitterboxen) oder als Lagerhilfsmittel (z. B. Behälter, Paletten, Gitterboxen) verwendet werden.